# 金徽宗兴陵
兴陵，是中国金朝第三代皇帝金熙宗完颜亶父亲完颜宗峻的陵墓。
完颜宗峻为金太祖完颜阿骨打的嫡长子，在天会二年（1124年）去世。他的长子完颜亶即皇帝位後，追尊父亲为景宣皇帝，庙号徽宗，改葬兴陵。陵墓地址是史无明文，当在金上京（今黑龙江省哈尔滨市阿城区白城子）附近金太祖和陵之旁。